# Goya, l'histoire d'une solitude
Pour plus de détails, voir Fiche technique et Distribution.
Goya, l'histoire d'une solitude (Goya, historia de una soledad) est un film espagnol réalisé par Nino Quevedo (es), relatant le parcours du l'artiste espagnol Francisco de Goya, et sorti en 1971. Il a été sélectionné au festival de Cannes 1971. Le film a subi de nombreuses coupes par la censure préalablement à sa sortie.

## Fiche technique
Sauf indication contraire, les informations mentionnées dans cette section peuvent être confirmées par la base de données cinématographiques IMDb,  présente dans la section « Liens externes ».
- Titre français : Goya, l'histoire d'une solitude[1]
- Titre original : Goya, historia de una soledad
- Réalisation : Nino Quevedo (es)
- Scénario : Juan Cesarabea, Alfonso Grosso (es), Nino Quevedo (es)
- Producteurs : Carlos García Muñoz, Nino Quevedo, José Saguar
- Musique : Luis de Pablo
- Photographie : José F. Aguayo, Luis Cuadrado
- Montage : Pablo G. del Amo
- Décors : Wolfgang Burmann Oronof, María Sánchez Muro
- Société de production : Surco Films
- Pays de production :  Espagne
- Langue de tournage : espagnol
- Format : Couleur Eastmancolor - 2,35:1 - Son mono - 35 mm
- Genre : Film de guerre
- Durée : 110 min
- Date de sortie : 
  - Espagne : 25 janvier 1971
  - France : mai 1971 (Festival de Cannes 1971)

## Distribution
- Francisco Rabal : Francisco de Goya
- Irina Demick : Duchesse d'Albe
- Jacques Perrin : Álvaro
- José María Prada : Sebastián
- Teresa del Río : Inés
- Hugo Blanco : Agustín
- María Asquerino : Leocadia
- Ricardo Merino (es) : Manuel Godoy
- Manuel de Blas : Duc d'Albe
- Marisa Paredes : La Maja
- Sergio Mendizábal : Vallejo
- Teresa Rabal (en) : La laitière
- Inma de Santis (en) : Rosarito
- Enriqueta Carballeira (es) : la fille
- José Espinosa : le bouffon